# تود ستون
تود ستون هو سياسي كندي، ولد في 1972. حزبياً، نشط في BC United ‏. وقد انتخب عضو الجمعية التشريعية لكولومبيا البريطانية ‏ عن دائرة Kamloops-South Thompson ‏ خلال فترته النيابية ‏.